# ガリー・ボカリ
ガリー・ボカリ（フランス語: Garry Bocaly、1988年4月19日 - ）はフランス・マルティニーク・シュルシェール出身の元サッカー選手。ポジションはディフェンダー。

## 経歴
2005年にオリンピック・マルセイユへ入団。2006年3月5日、会長のパペ・ディウフの意向によりパリ・サンジェルマンFC戦でリーグ戦デビューを飾った。2007年から2シーズンリーグ・ドゥでプレーし、モンペリエHSCでは1部昇格を経験。モンペリエからローン延長を打診されるも新監督のディディエ・デシャンの意向でマルセイユに復帰。だがローラン・ボナールの控え争いでシャルル・カボレに敗れ、2010年1月にモンペリエへ再びローン移籍した。2010-11シーズンからモンペリエへ完全移籍。2014年7月21日、リーグ・ドゥのACアルル＝アヴィニョンに加入した。

## 代表歴
U-19フランス代表としてUEFA U-19欧州選手権2007に出場した。仙台カップ国際ユースサッカー大会で訪日経験がある。

## 所属クラブ
- オリンピック・マルセイユ　2005-2010

→  FCリブルヌ・サン＝スーラン　2007-2008 (loan)
→  モンペリエHSC　2008-2009 (loan)
→  モンペリエHSC 2010.1-.6 (loan)
- モンペリエHSC　2010-2014
- ACアルル＝アヴィニョン 2014-2015